# 무갑류
무갑목(Anostraca)은 갑각아문 새각강의 목이다. 풍년새우 또는 요정새우(Fairy Shrimp)라고도 불리는 작은 갑각류가 속한다. 전 세계의 여러 지방에 분포하며, 모두 300종이 알려져 있다. 한국에는 풍년새우와 가지머리풍년새우 두 종류가 알려져 있다. 화석 기록은 캄브리아기부터 존재하며 살아있는 화석이라 불린다. 몇 종류는 양식하여 어류의 먹이용이나 관상용으로 판매된다.